# Нупе (река)
Нупе (исп. Nupe, кечуа Nupi mayu) — река в Перу, одна из двух главных водных артерий провинции Лаурикоча региона Уануко, левая составляющая Мараньона. Длина реки — 30 километров.
Образуется при слиянии в Уайлачанане рек Уайуаш (исп. Huayhuash) и Каруакоча (исп. Caruhacocha), берущих начало из ледников на склоне хребта Уайуаш, на высоте около 3600 метров над уровнем моря. Течёт в северо-северо-восточном направлении по гористой местности. Сливаясь с рекой Лаурикоча около Тинго в округе Хивия, впадает в реку Мараньон.
На реке стоят деревни Баньос (на левом берегу) и Хивия (вблизи устья). Долина реки заполнена аллювиальными отложениями, имеются высокие береговые террасы, известные как пампа Карана.
В окрестностях Ископампы в реку впадают два ручья — Атокшайко (исп. Atoccshayco) и Уалланка-Рагра (исп. Huallanca Ragra). Другие притоки — ручьи Тинго (пр), Уаркаёг (лв) и Худиорарга (пр).
Вдоль участка реки проходит тропа инков Капак-Ньян. Вблизи развалин моста в месте пересечения реки на левом берегу имеются выходы термальных вод, на которых имелись построенные инками бассейны бань.

## Галерея

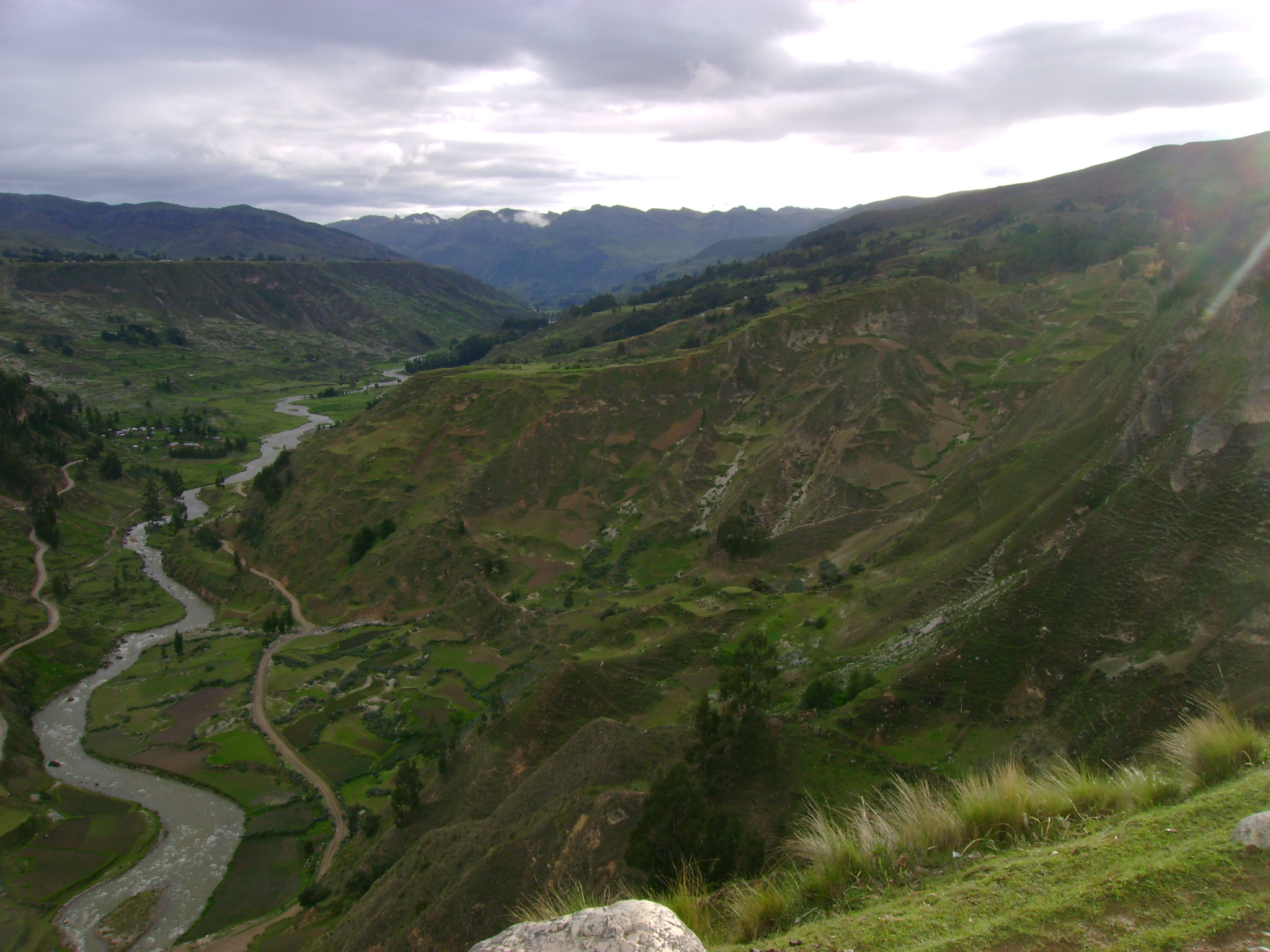
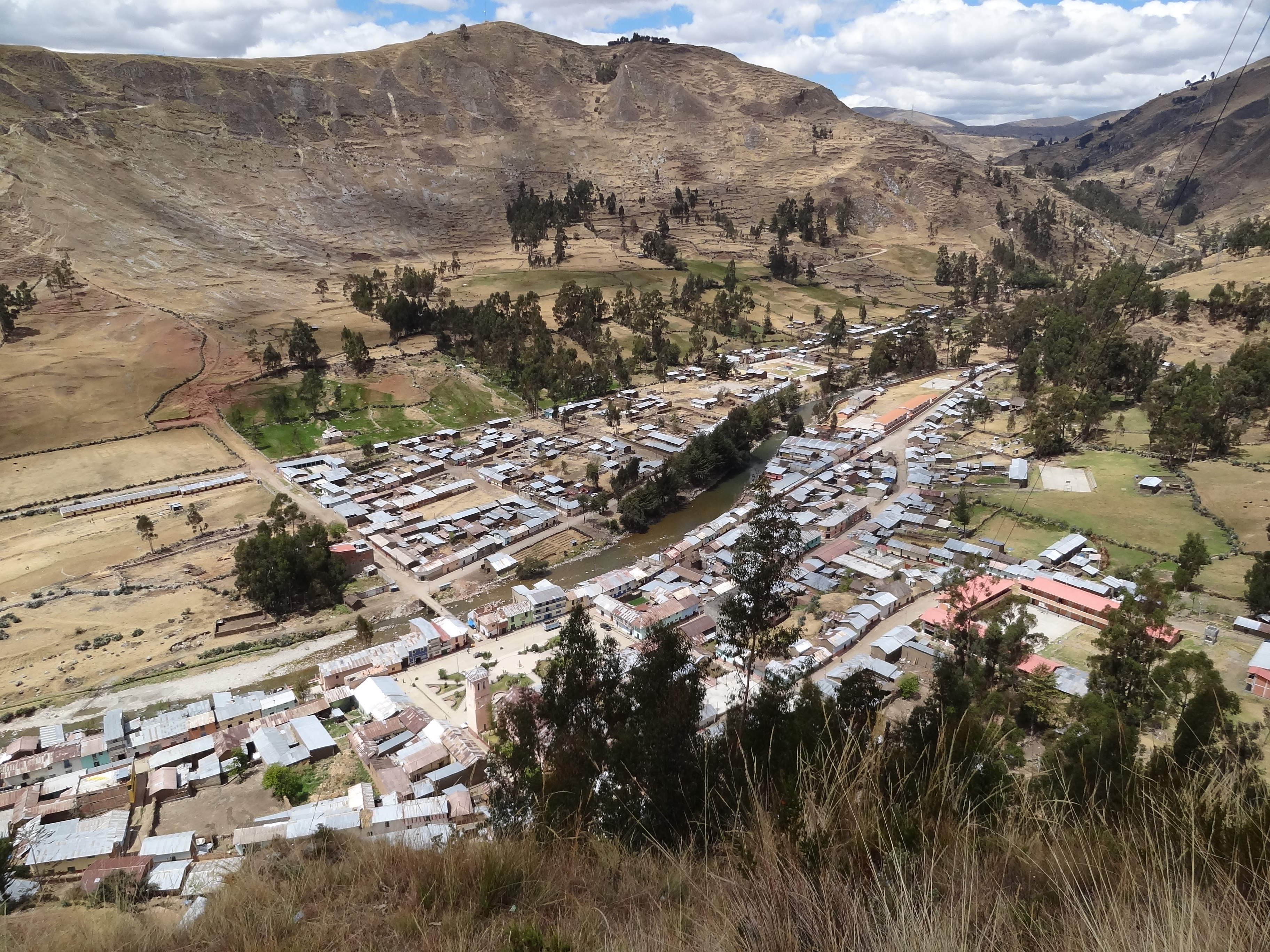
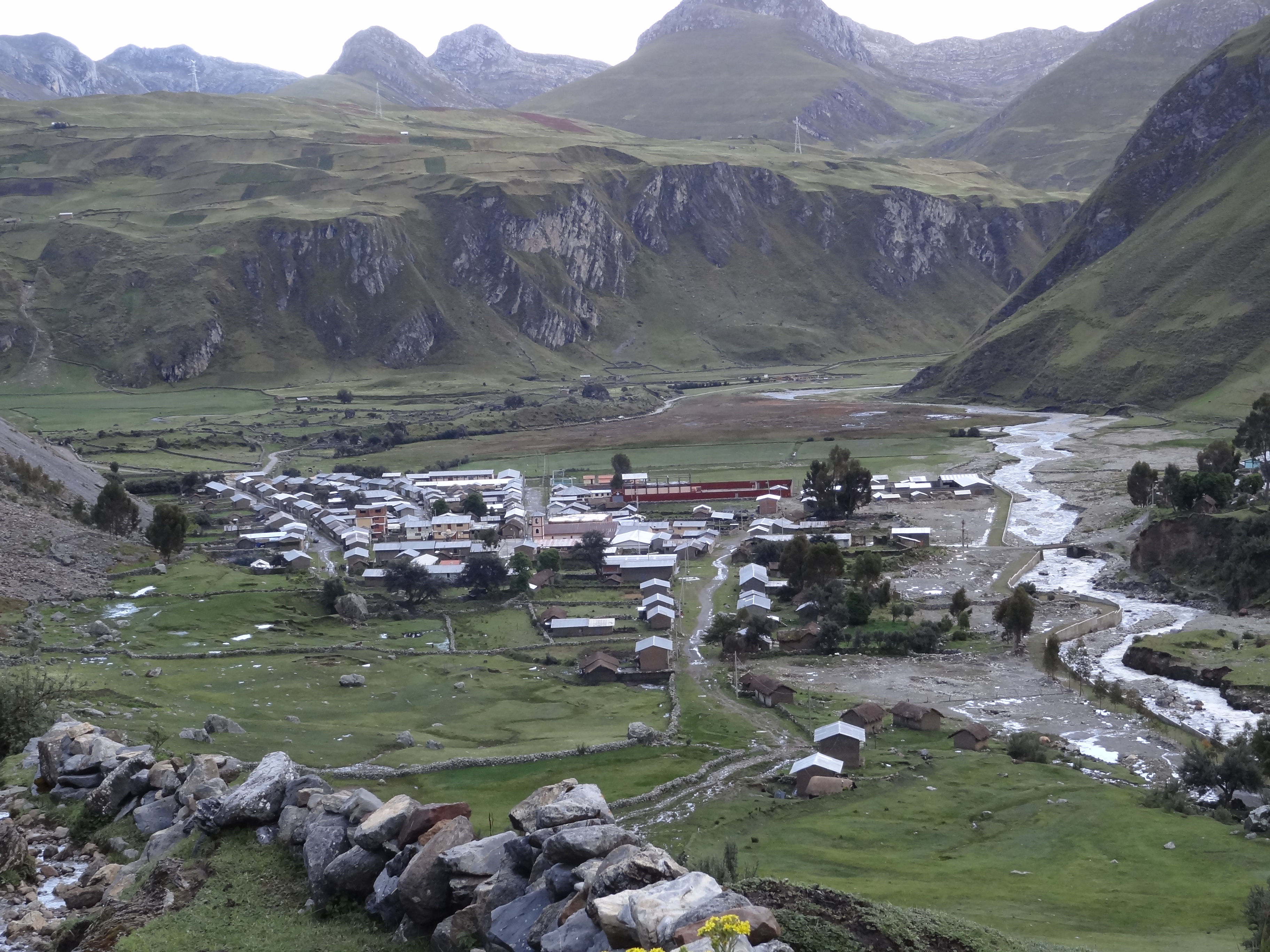
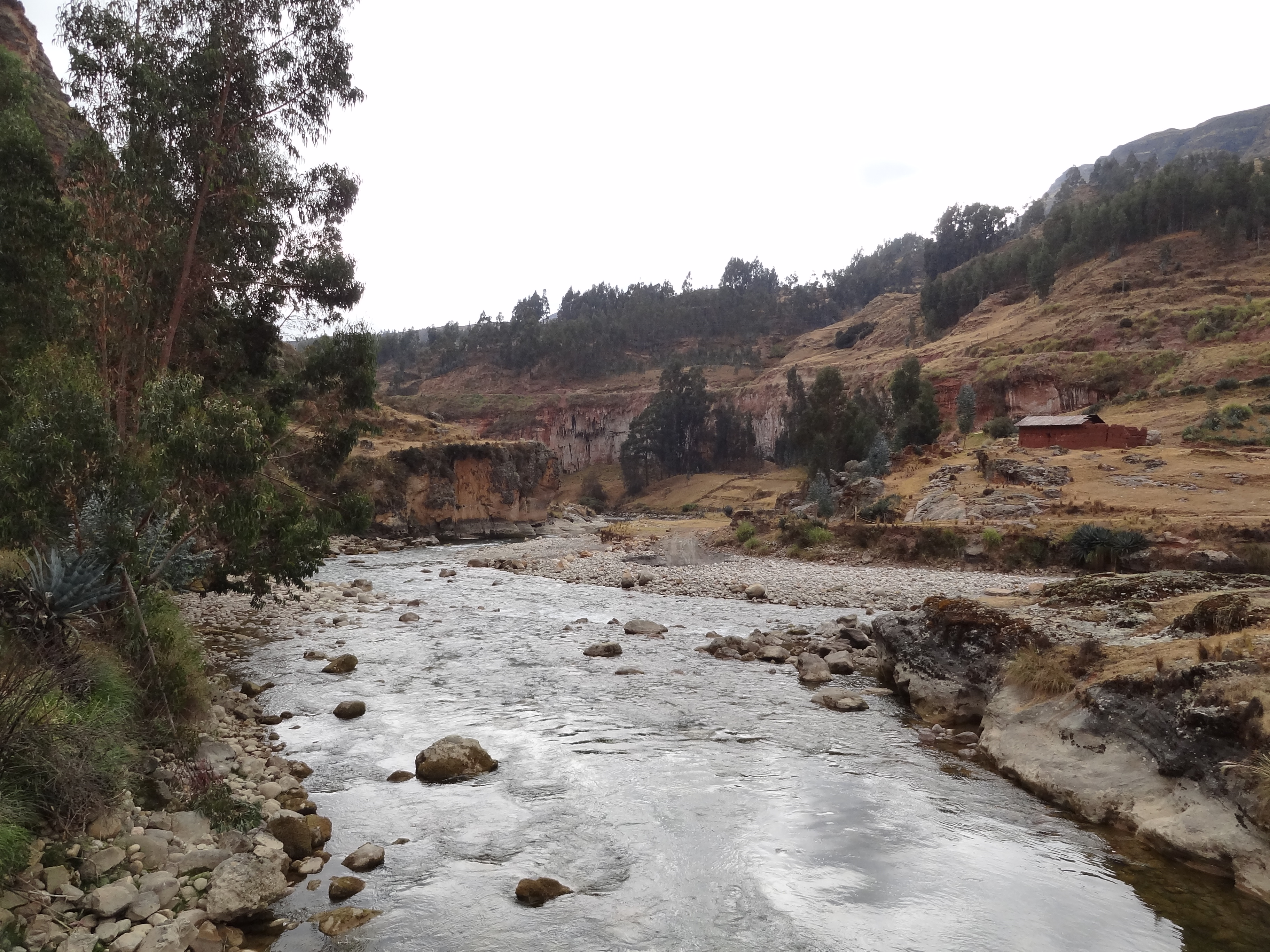
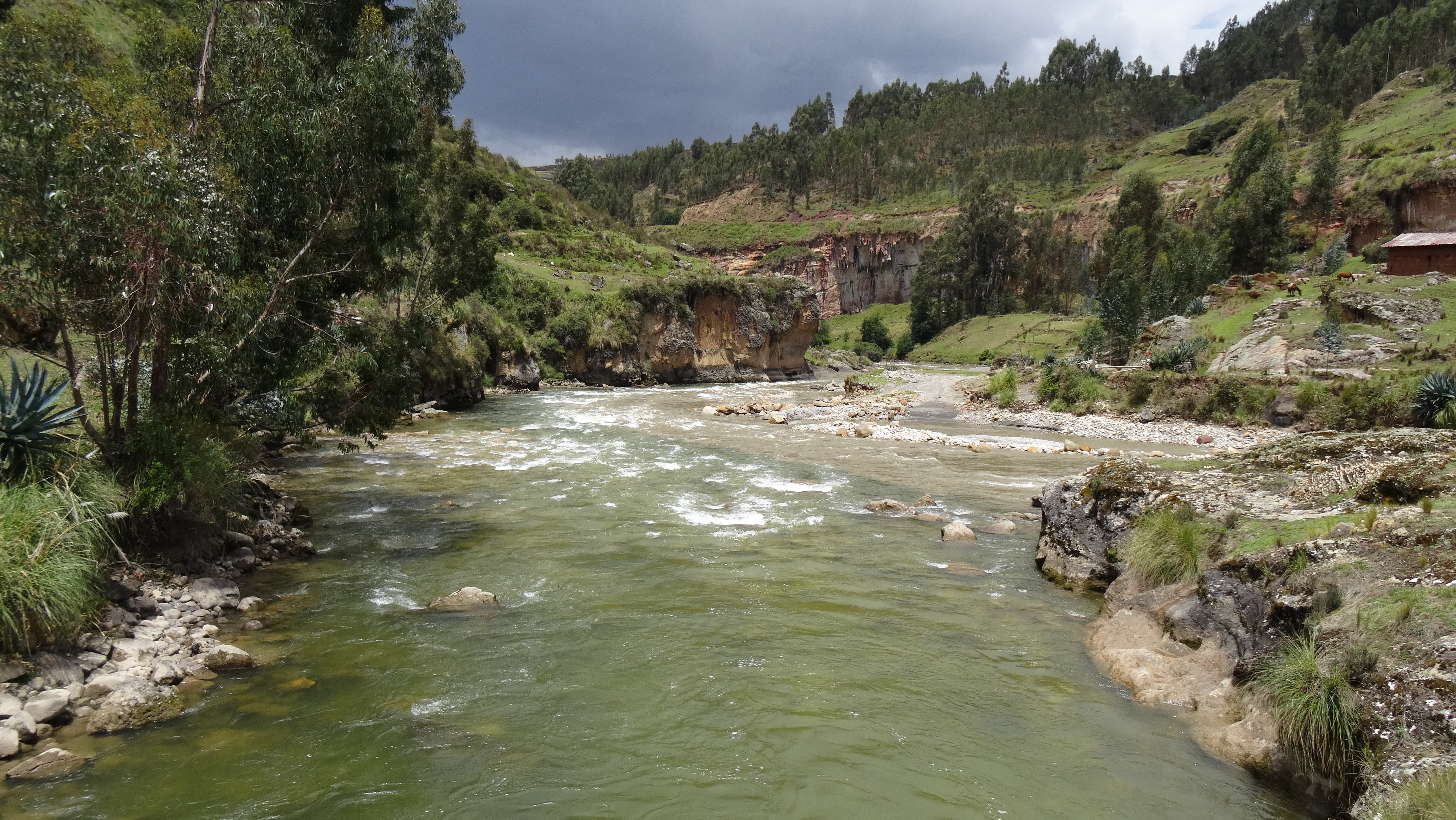